# تویستاک اسکوئر

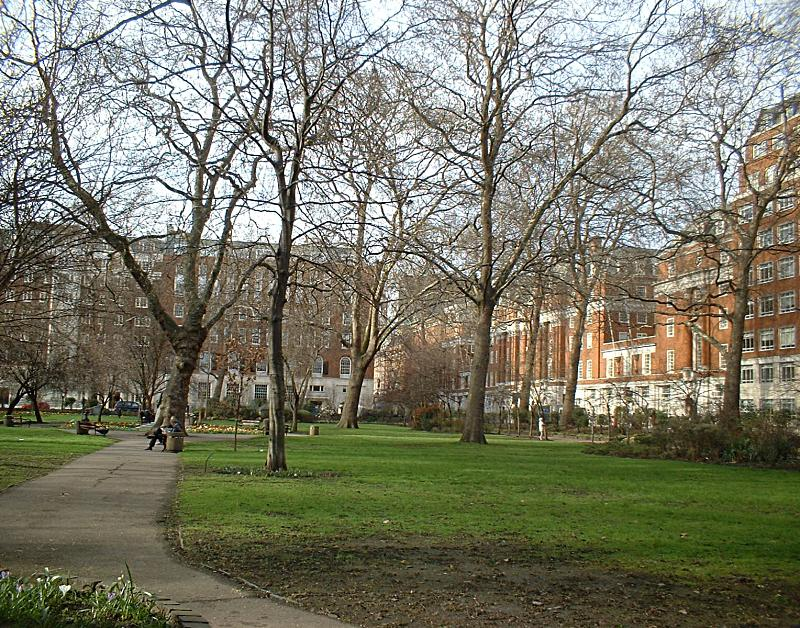
تویستاک اسکوئر از نمای شمالی، ساختمان BMA در سمت راست مشاهده می‌شود.

تَـویستاک اسکوئر (انگلیسی: Tavistock Square) یک میدان عمومی در بلومزبری واقع در منطقه کمدن لندن است.
این میدان در سال ۱۸۰۶ میلادی ساخته شد. در سال ۱۹۲۰ یک کلینیک روان‌پزشکی مجهز در گوشه‌ای از این میدان ساخته شد که بیماران دچار موج‌گرفتگی را طی جنگ جهانی اول برای مداوا به آنجا می‌آوردند.
ریچارد لیدکر مورخ تاریخ طبیعی در این میدان متولد شده‌است.
این میدان یکی از چهار نقطه‌ای بود طی بمب‌گذاری‌های ۷ ژوئیه ۲۰۰۵ لندن مورد حملات انتحاری واقع شد.
در مرکز این میدان یک مجسمه از مهاتما گاندی قرار دارد و در سال ۱۹۶۷ میلادی نیز یک درخت گیلاس به یادبود کشته‌شدگان بمباران اتمی هیروشیما و ناگاساکی در آن کاشته شد. در گوشهٔ جنوب‌غربی این میدان یک تندیس نیم‌تنه از ویرجینیا وولف وجود دارد که از سال ۱۹۲۴ تا ۱۹۳۹ در خانهٔ شمارهٔ ۵۲ در تویستاک اسکوئر زندگی می کرد.